# Лангбейн, Август Фридрих Эрнст
Август Фридрих Эрнст Лангбейн (нем. August Friedrich Langbein; 6 сентября 1757, Радеберг — 2 января 1835, Берлин) — немецкий писатель и поэт.
Изучал право в Лейпциге, затем работал юристом в Гросенхайне. В 1785—1800 гг. на государственной службе в Дрездене. Успех литературных сочинений Лангбейна, начавшийся с публикаций в «Альманахе муз» Готфрида Августа Бюргера, позволил ему в 1800 г. выйти в отставку и переселиться в Берлин в качестве свободного литератора. В 1820 г. он занял здесь пост цензора, на котором отличался сравнительной мягкостью.
Наибольшей популярностью пользовались шуточные романы Лангбейна «Thomas Kellerwurm» и «Magister Zimpels Brautfahrt» и не лишённая фривольности поэзия, собранная в книгах «Schwänke», «Poetische Erzählungen» и др.